# Tectiphiala ferox
Tectiphiala ferox es una especie de palmera de la familia Arecaceae. El género Tectiphiala es monotípico.

## Distribución y hábitat
Es originaria de la isla Mauricio donde está tratada en peligro de extinción por la pérdida de hábitat.  La especie se encuentra en las zonas de montaña, y se sitúa en alturas de entre 570 y 650 m s. n. m.

## Taxonomía
Tectiphiala ferox fue descrito por Harold Emery Moore  y publicado en Gentes Herbarum; Occasional Papers on the Kinds of Plants 11: 285. 1978.
Etimología
Tectiphiala: nombre genérico que deriva de las palabras griegas_ tectus = "cubierta" y phiala = "amplio recipiente para beber, de fondo plano", en referencia a la forma de las brácteas de la raquilla y la forma en que están en la primera cubierta de flores estaminadas.
ferox: epíteto latino que significa "espinoso".